# Giuseppe Grassi (écrivain)
Pour les articles homonymes, voir Giuseppe Grassi et Grassi.
Giuseppe Grassi, né à Turin le 30 novembre 1779 et mort dans la même ville le 19 janvier 1831, est un écrivain et philologue piémontais, secrétaire perpétuel de l’Académie des sciences de Turin, classe des sciences morales et des belles-lettres.

## Biographie
Giuseppe Grassi naquit à Turin le 30 novembre 1779. Ses parents l’envoyèrent aux écoles gratuites pour recevoir les premiers éléments d’instruction. Lorsqu’il put être admis aux études de la logique et de la physique, l’université de Turin fut fermée (fin de 1792), par suite de l’invasion des Français qui occupèrent alors la Savoie et Nice. Grassi fut reçu gratuitement au séminaire de la métropole de Turin, où il fit ses deux années de philosophie ; ensuite il continua ses études de théologie jusqu’au 8 décembre 1798, époque à laquelle il prit beaucoup de part à la plantation de l’arbre de la liberté sur la grande place de la capitale, par Le général Grouchy, assisté de son chef d’état-major Clauzel. Dès lors, Grassi abandonna le séminaire pour chercher des moyens d’existence et soutenir ses parents. Appuyé par des protecteurs auxquels, dans plusieurs circonstances, il adressa diverses poésies, il obtint après l’organisation des préfectures, une bonne place dans celle du département de l’Eridan, où il sut se faire aimer des préfets Delaville, Vincent et Lameth. Au milieu de ses  occupations, il rédigea en italien : Éloge historique du comte Joseph-Antoine Saluzzo, général d’artillerie, commandant et chancelier de la dix-septième cohorte de la Légion d’honneur en Piémont, vice-président de l’Académie impériale des sciences, décédé en 1810. Cette biographie ne fut imprimée qu’en 1851, in-8°, à Turin, après la mort de l’auteur; mais le manuscrit, qui avait déjà été lu et agréé par les savants, lui procura des protecteurs utiles, pour le temps où les services rendus sous la domination des Français devinrent une cause de proscription. Grassi, familiarisé avec la langue française qu’on avait introduite dans les tribunaux et les administrations, composa encore : Aperçu statistique de l’ancien Piémont, Turin, 1815, in-4°. Il avait pris pour modèle l’histoire statistique de l’arrondissement de Lanzo, département de l’Eridan, que nous avions publiée en 1802. À la restauration du mois de mai 1814, Grassi, dépourvu d’emploi, mais jouissant d’un bien-être modeste, fut chargé, avec son collègue l’avocat Rabbi, de la rédaction de la Gazetta piemontese, occupation lucrative. En même temps il s’appliqua à composer un Dizionario militare italiano, Turin, 1817, 2 vol. in-8°. Cet ouvrage fixa l’attention du roi Victor-Emmanuel, qui voulait changer le commandement dans les évolutions militaires. Le livre de Grassi eut un grand débit ; il fut acheté par le gouvernement et devint utile dans l’armée piémontaise. Les portes de l’Académie des sciences s’ouvrirent pour l’auteur. Au retour de la reine Marie-Thérèse et de ses trois filles, après un assez long séjour en Sardaigne, Grassi publia Storia dell’ingresso di Maria-Teresa di Sardegna in Torino, 1816, in-8° ; ouvrage dans lequel il fit une pompeuse description des fêtes préparées à cette occasion. Le Dictionnaire militaire l’avait mis en rapport avec le poète Vincenzo Monti et avec son gendre le comte Giulio Perticari ; tous trois de concert publièrent, en 1817, l’ouvrage classique intitulé : Proposta di alcune correzioni ed aggiunte al vocabolario della Crusca, Milan, 6 vol. in-8° ; le troisième volume contient un travail très-intéressant de Grassi, intitulé : Paralello dei tre Vocabolari italiano, inglese e spagnuolo. Ce rapprochement est fort curieux pour ceux qui s’occupent de l’origine de ces trois langues, nées au 15e siècle de la corruption du latin, aujourd’hui si négligé.
Grassi, dont la vue était fort affaiblie, devint entièrement aveugle en 1825. Malgré ce malheur, personne n’ambitionna sa place de secrétaire perpétuel ; il reçut même encore le titre d’intendant honoraire, avec une pension sur le trésor ; ce qui lui donna les moyens d’avoir un copiste pour préparer, sous sa dictée, une nouvelle édition du Dictionnaire militaire, qu’il s’occupait d’enrichir de nouveaux articles, lorsque, le 19 janvier 1831, ayant été surpris d’une attaque de convulsions nerveuses, il mourut subitement à Turin. Il eut néanmoins le temps de confier son manuscrit à quatre de ses collègues de l’Académie, qui ont rempli ses intentions en faisant imprimer une édition du Dictionnaire militaire en 4 volumes (Turin, 1854), aux frais de la société typographique. Dans cet ouvrage, les éditeurs ont indiqué, à côté de chaque mot, le mot français ou latin correspondant, avec la citation des auteurs; ils ont aussi noté quelques passages de l’Histoire militaire ancienne, et le dernier volume contient l’index alphabétique des mots français avec lesquels les mots italiens sont en rapport. C’est un livre précieux et rempli d’érudition. On a publié à Turin, en 1856, 1 vol. in-12 de Lettres inédites, adressées par Ugo Foscolo à Giuseppe Grassi.

## Œuvres
- Notizia intorno ad un operetta inedita del principe Raimondo Montecuccoli ed argomento dell’antichità di essa letta nell’adunanza, 19 décembre 1819. L’ouvrage manuscrit, analysé par Grassi, est intitulé La Ungheria l’anno MDLXXVII. Dans ce manuscrit, le grand général parle en bon politique des moyens de donner à cet état une stabilité sous la domination impériale ; savoir: Limiter les privilèges des assemblées, réprimer l’orgueil des grands, ériger des forteresses, réformer les statuts. Montecuccoli avait observé tous les genres d’oppression qu’on faisait supporter au pays ; il avait aussi observé la tendance des Hongrois à donner la main aux Turcs plutôt que de se laisser tyranniser par l’aristocratie. Grassi pense que le Mémoire de Montecuccoli doit se rapporter à l’an 1675, parce qu’il parle de l’utilité des forteresses sur les frontières du nord de la France, qui l’empêchèrent de forcer la ligne ; mais cette conjecture ne nous paraît point fondée.
- Saggio intorno ai sinonimi della lingua italiana, Turin, 1821, in-8° ; Milan, 1822 et 1824, in-12 ; ouvrage jugé utile pour le nouveau Dictionnaire de la Crusca, lequel est si nécessaire et tant désiré depuis un siècle. En 1827, Grassi donna une nouvelle édition de cet Essai sur les synonymes, auquel il joignit le Parallèle.
- Aforismi militari del Montecuccoli, ossia memorie intorno all’arte della guerra, Turin, 1821, 2 vol. in-8°. Le poète Ugo Foscolo en avait déjà donné une élégante mais incomplète édition, dédiée au général Caffarelli.

## Sources
- « Giuseppe Grassi (écrivain) », dans Louis-Gabriel Michaud, Biographie universelle ancienne et moderne : histoire par ordre alphabétique de la vie publique et privée de tous les hommes avec la collaboration de plus de 300 savants et littérateurs français ou étrangers, 2e édition, 1843-1865 [détail de l’édition]